# Bombardement von Yeonpyeong
Das Bombardement von Yeonpyeong war ein militärischer Zwischenfall am 23. November 2010. Er ereignete sich auf der im Waffenstillstandsabkommen von 1953 Südkorea zugesprochenen Insel Yeonpyeong im Gelben Meer, auf der sich ein mit etwa eintausend Soldaten besetzter Militärstützpunkt der südkoreanischen Armee befindet.

## Vorgeschichte
Nord- und Südkorea befinden sich seit dem Beginn des Koreakriegs im Jahr 1950 formal im Kriegszustand miteinander, da 1953 lediglich ein Waffenstillstand und kein Friedensvertrag geschlossen wurde.
Die Insel Yeonpyeong liegt wesentlich näher am Festland Nordkoreas als Südkoreas. Die Northern Limit Line wurde einseitig bestimmt, Nordkorea erkennt diese nicht an. Die Linie verläuft im Abstand von etwa 10–30 km vor dem nordkoreanischen Festland (Provinz Hwanghae-namdo). Nordkorea beansprucht die umgebenden Gewässer und sieht die Nutzung der Insel durch Südkorea und die regelmäßigen Manöver des Landes mit den USA in der Region als Provokation an.

## Verlauf

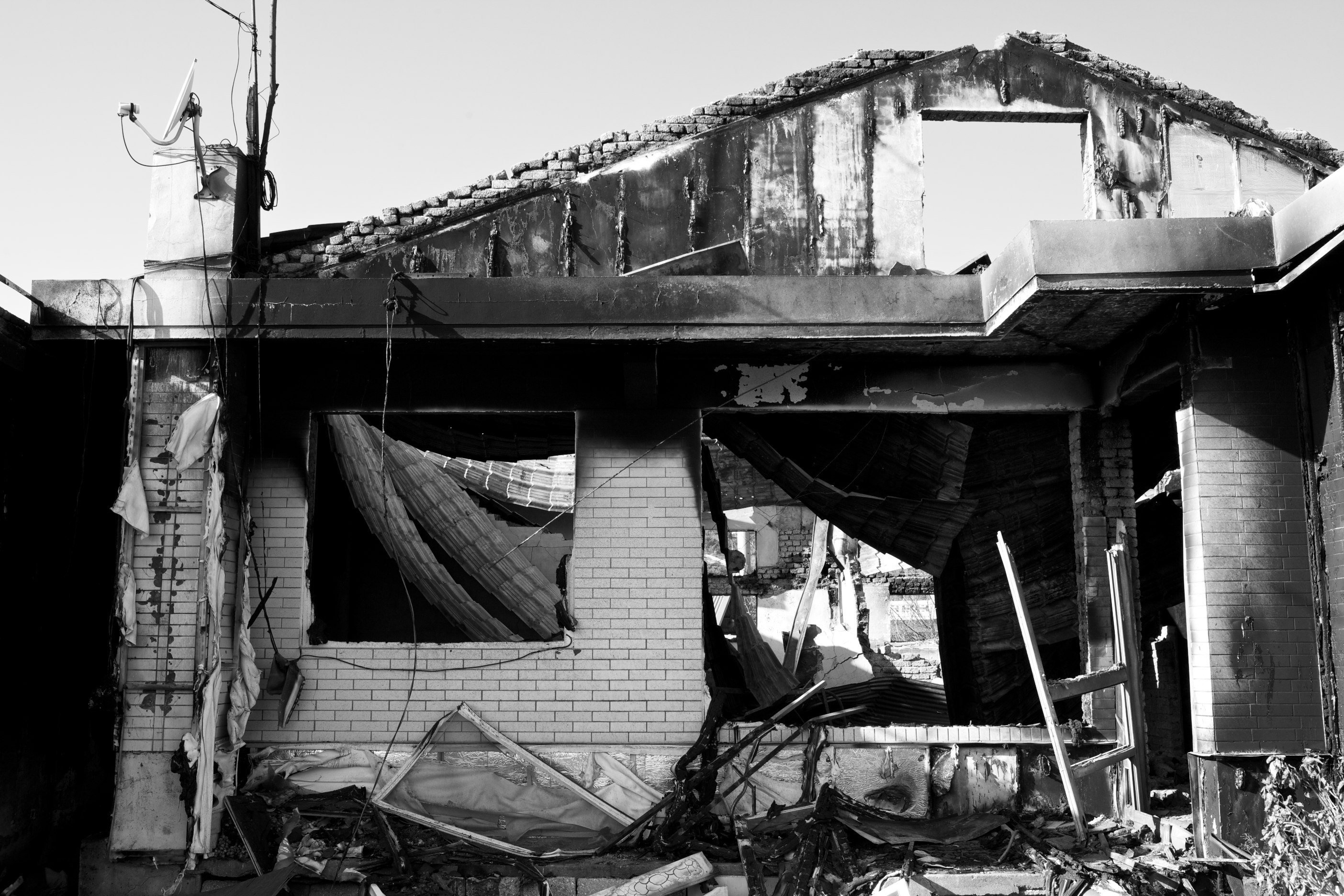
Ausgebranntes Gebäude

Südkorea feuerte nach eigener Aussage im Rahmen von Kampfübungen dutzende Geschosse zu Testzwecken in den Westen, nicht jedoch in den Norden. Der staatlichen südkoreanischen Nachrichtenagentur Yonhap News Agency zufolge schickte Nordkorea in Bezug auf das Manöver um 08:20 Uhr per Telex eine Aufforderung an Südkorea, den Beschuss einzustellen. Die Übung wurde jedoch fortgesetzt. Nach südkoreanischer Darstellung beschoss darauf die Artillerie der nordkoreanischen Volksarmee erstmals um 14:43 Uhr Ortszeit die Insel.
Nach nordkoreanischer Darstellung dagegen kam es am 23. November 2010 erstmals gegen 13 Uhr Ortszeit zu Artillerieangriffen der südkoreanischen Streitkräfte über nordkoreanischem Gewässer nahe der Yeonpyeong-Insel, worauf Nordkorea umgehend mit einem Angriff auf die Insel reagierte. Nach offizieller nordkoreanischer Darstellung war der Angriff eine Reaktion auf „südkoreanische Schüsse in Richtung nordkoreanischer Hoheitsgewässer“.
Das südkoreanische Militär erwiderte daraufhin das Feuer in Richtung Nordkorea, von wo aus der Angriff erfolgte. Dabei feuerten drei der sechs auf der Insel stationierten Panzerhaubitzen vom Typ K9 Thunder ungefähr 80 Artilleriegranaten. Zwei Fahrzeuge waren wegen des vorhergegangenen Beschusses nicht einsatzbereit und eines hatte eine Ladehemmung. Die Gefechte hielten etwa eine Stunde an. Es gerieten mindestens 50 Häuser durch nordkoreanischen Beschuss in Brand. Ein nordkoreanischer Soldat wurde getötet, einer verletzt. Zwei südkoreanische Soldaten und zwei Zivilisten wurden durch die Angriffe getötet, verletzt wurden 16 Soldaten und drei Zivilisten.

## Folgen

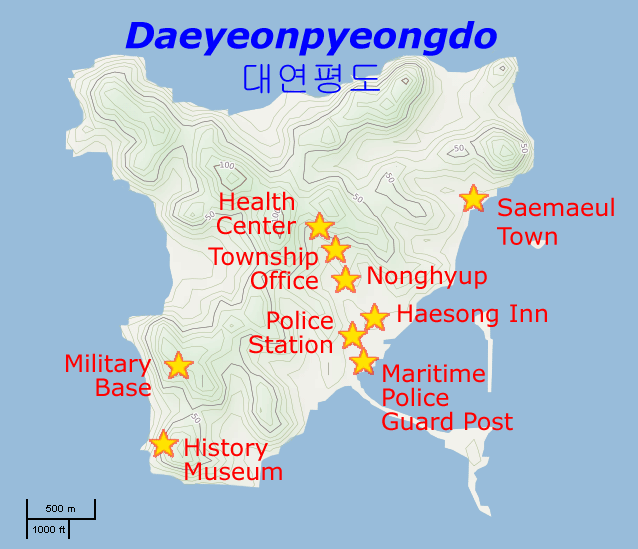
Karte der Treffer auf Yeonpyeong

Südkorea mobilisierte seine Truppen und kündigte eine Verstärkung des Militärs auf der Insel durch zusätzliche Artillerie, Langstreckenraketen und Panzer an. Die Gespräche mit dem koreanischen Roten Kreuz bezüglich Familientreffen von Nord- und Südkoreanern sowie Besuche der Industrieregion Kaesŏng wurden von Südkorea ausgesetzt. Zudem entsandten die Vereinigten Staaten unter anderem den Flugzeugträger George Washington nach Südkorea. Dieser sollte vom 28. November bis zum 1. Dezember 2010 bei einer gemeinsamen Militärübung der USA und Südkorea zum Einsatz kommen. Bereits in den vergangenen Jahren fanden gemeinsame Manöver beider Länder statt, in denen der Kriegsfall mit Nordkorea geübt wurde.
Daneben bemühten sich mehrere Staaten um eine diplomatische Lösung des Konfliktes. Eine besondere Rolle käme hierbei der Volksrepublik China zu, die in engem Kontakt zur nordkoreanischen Staatsführung steht und eine Vermittlerrolle übernehmen könnte.
In Südkorea mehrten sich dagegen Stimmen, die Vergeltungsmaßnahmen für den Angriff forderten. Etwa 110 Menschen demonstrierten am 24. November 2010 vor dem südkoreanischen Verteidigungsministerium und steckten nordkoreanische Flaggen sowie Porträts von Nordkoreas Staatschef Kim Jong Il und dessen Sohn und designiertem Nachfolger Kim Jong Un in Brand. Mehrere Parlamentsabgeordnete forderten einen Luftangriff auf nordkoreanische Artillerie-Stellungen. Nach weiterer Kritik an seiner zurückhaltenden Reaktion auf das Bombardement von Yeonpyeong erklärte der südkoreanische Verteidigungsminister Kim Tae-young am 25. November 2010 seinen Rücktritt. Am 26. November 2010 folgte ihm Kim Kwan-jin ins Amt.
Im Dezember 2010 gab der Internationale Strafgerichtshof an, in Bezug auf das Bombardement, wie auch die Versenkung der südkoreanischen Korvette Cheonan im Frühjahr 2010, ein Vorgehen gegen die Demokratische Volksrepublik Korea zu prüfen.

## Bildergalerie

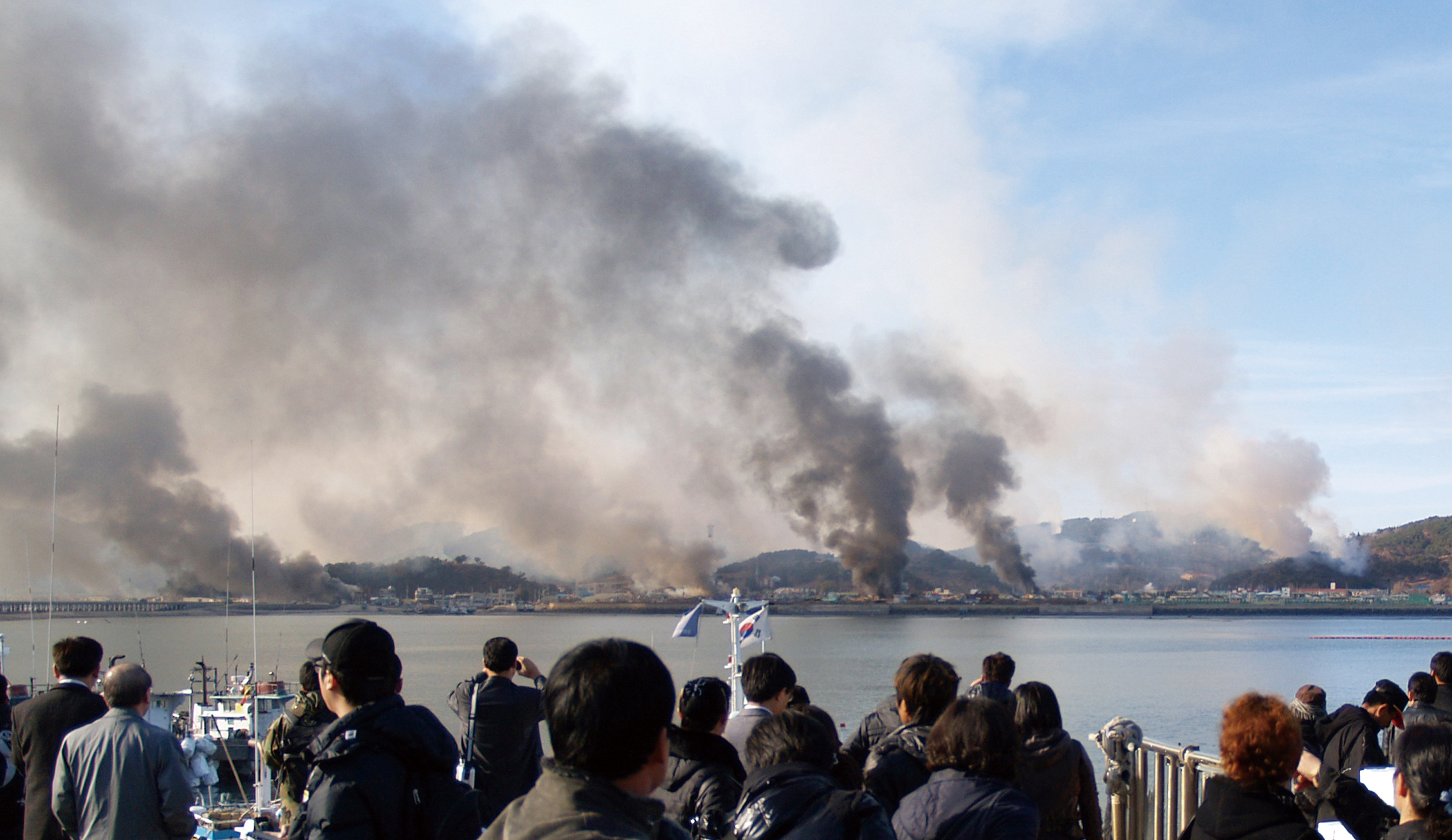
Yeonpyeong (2010)
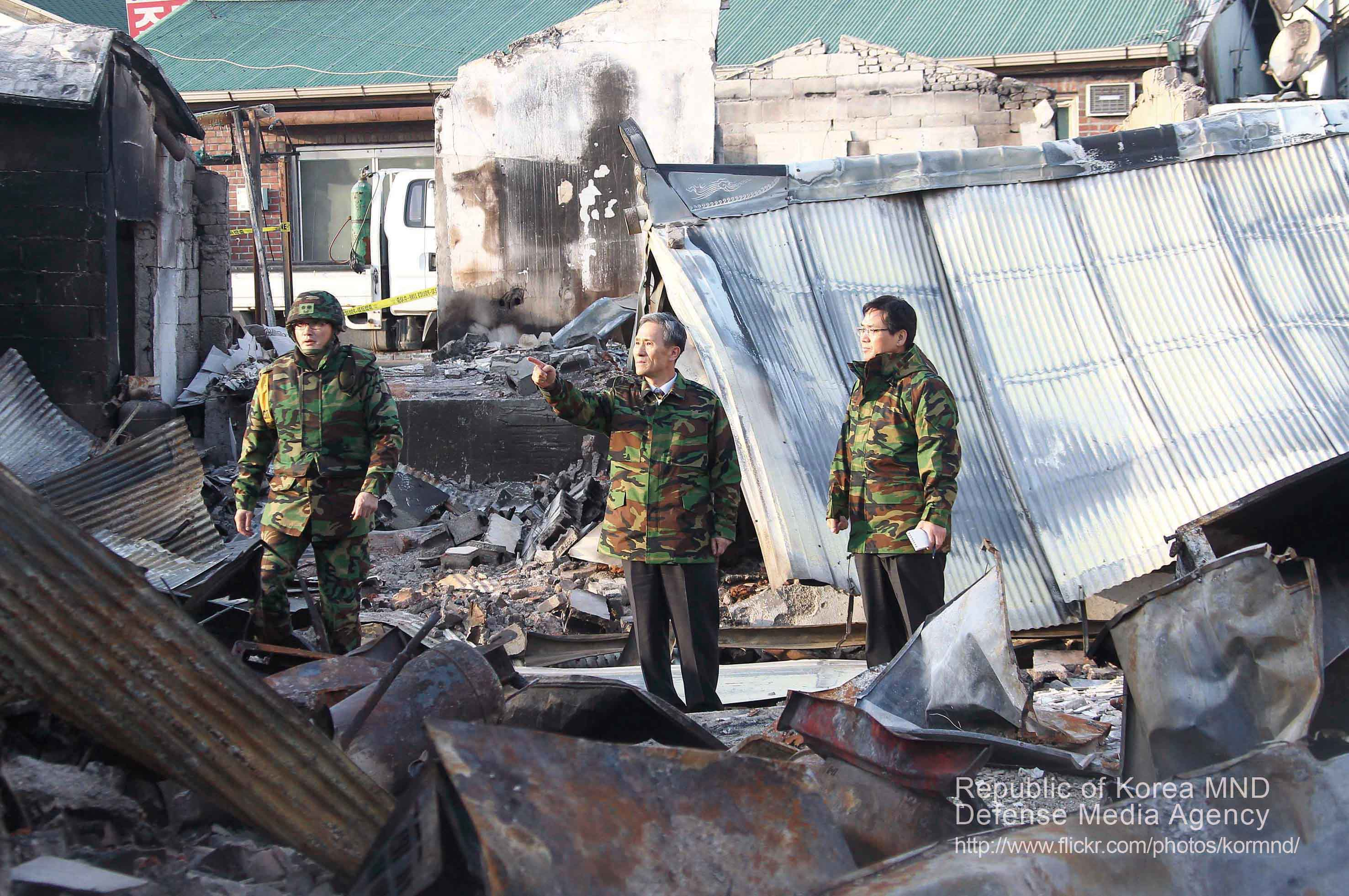
Yeonpyeong (2010)
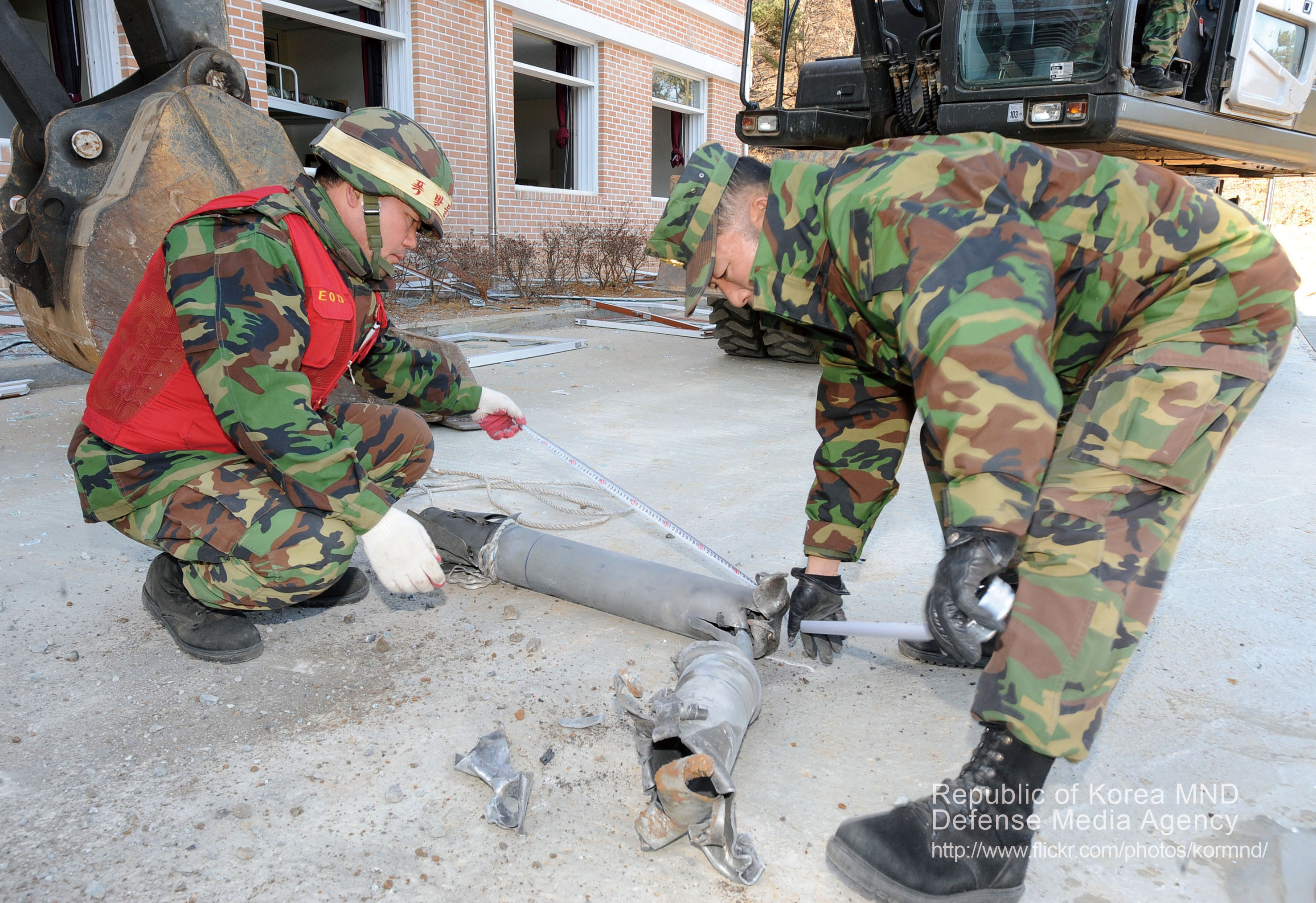
Yeonpyeong (2010)